# María Magdalena: pecadora de Magdala
María Magdalena: Pecadora de Magdala es una película mexicana que aborda la vida de María Magdalena, cortesana y pecadora que busca el arrepentimiento acercándose a Jesús de Nazaret. Filmada en 1945 por Miguel Contreras Torres, fue estrenada el 10 de octubre de 1946. Cuenta con las actuaciones de la actriz liechtensteiniana, - Medea de Novara (María Magdalena), Tito Junco (Judas Iscariote), y los actores españoles José Baviera (Poncio Pilatos) y Luis Alcoriza (Jesús de Nazaret). Fue una de las películas más costosas en la historia del cine mexicano.[cita requerida]
- Datos: Q6782076